# Дюно де Шарнаж, Франсуа-Жозеф
Франсуа-Жозеф Дюно де Шарнаж (фр. François-Joseph Dunod de Charnage; ум. 1765) — французский магистрат и историк.

## Биография
Сын адвоката при парламенте Франсуа-Иньяса Дюно де Шарнажа и Мари Жандре.
Адвокат, член Безансонской академии и мэр Безансона в 1756—1761 годах. В 1763 году пожалован в рыцари ордена Святого Михаила.
Издал последнюю работу своего отца, «Обзор кутюмов графства Бургундского». Как историк оставил любопытные рукописи, в том числе Histoire de Gaules («История галлов»), Dissertation sur le gouvernement municipal des Romains («Диссертация о муниципальном управлении у римлян») и Sur la maison des ducs de Méranie, et particulièrment sur la branche qui a régné en Franche-Comté depuis 1208 jusqu'en 1279 («О доме герцогов Мерании, и в частности о ветви, которая правила во Франш-Конте с 1208 по 1279»). Последнее сочинение сохранилось в регистрах академии.